# コントラバス協奏曲
コントラバス協奏曲（コントラバスきょうそうきょく）は、コントラバスを独奏楽器とする協奏曲。コントラバスとオーケストラで演奏される。コントラバスとオーケストラのための協奏曲ともいう。

## 概要
コントラバスは独奏楽器としても用いることは可能だが、コントラバス協奏曲はバロックから現代を通じて極端に少ない。ドラゴネッティはベートーヴェンと懇意であったにもかかわらず、ベートーヴェンのコントラバス協奏曲はない。ロマン派に入っても定着せず、近代でようやくスカルコッタスが手掛けた程度である。現代に入りフェルディナンド・グリッロほかの名手が誕生して、ようやくコントラバス協奏曲に日が当たった程度であり、協奏曲の数は現在も多くない。
コントラバスは、音響学的に理想的とされる大きさより小さいが、それは他の弦楽器も同様である。協奏曲の独奏楽器として要求される十分な強さの音は得られるが、音が低いので聞きづらい。独奏楽器に要求されるのは、旋律だけではない。最低音域のパッセージは、音響学的に最外声部であるために良く目立つ。これは、中音域であることにより埋もれてしまうチェロやヴィオラよりも優れている。コントラバスが得意とする音域は、旋律に適していないので、最高の音域で演奏する。それでも埋もれやすいため、オーケストラを薄くしたり、ポリフォニックに扱ったり、オペラのように掛け合いをしたりといった、工夫がされる。これは、バスアリアで行われる作曲法と似ている。演奏が比較的困難な音域での演奏となり、初心者の練習には適していない。
コントラバスの独特の音色は、前期古典派の時代にはヴァイオリンやチェロほどではなくとも、ヴィオラよりは音響上の特性から好まれ、見逃せない重要作が書かれている。弦の張力が高いため、指を速く動かすことが困難だが、人工ハーモニクスの使用で、高速な跳躍が可能である。弦が長く指を押さえる位置が離れているので、調を的確に選択することが求められる。有名な作品としては、ボッテジーニのものが筆頭にあげられる。これらの曲では、音量を増大し、クリアな音色を得るために、弦を全体に半音高く調弦したり、全音高く調弦したりすることがあり、これを「ソロチューニング」という。
近年では5弦コントラバスを指定する作曲家もいる。現代の楽器製作技術では5弦のコントラバスでB-E-A-D-G、あるいはその4度上のE-A-D-G-Cを選択することが可能で、ソロチューニングの必要性は薄れている。

## 主な作曲家と作品
- ディッタースドルフ - 2曲
- シュペルガー - 18曲
- ハイドン - 1曲（楽譜が所在不明）
- ヴァンハル - 1曲
- フランツ・アントン・ホフマイスター 2曲
- ベルント・アロイス・ツィンマーマン 1曲
- アントニオ・カプッツィ
- ドメニコ・ドラゴネッティ - 8曲（詳細不明）
- ジョヴァンニ・ボッテジーニ - 2曲, Grand Concert 1曲
- クーセヴィツキー [4]
- スカルコッタス
- トゥビン
- ラーション - コンチェルティーノ
- ラウタヴァーラ - コントラバス協奏曲「黄昏の天使」
- フランセ
- ニーノ・ロータ - ディヴェルティメント・コンチェルタンテ
- エンニオ・モリコーネ
- 大澤壽人 - 1曲
- 久石譲 - 1曲

## コントラバスを含む協奏曲
- ジャン・ド・サント＝コロンブ 2 つのバス・ヴィオールのための協奏曲 16曲
- ディッタースドルフ - 1曲 ... ビオラとコントラバスのための協奏曲
- ジョヴァンニ・ボッテジーニ - 2台のコントラバスのための協奏曲ニ長調, パッシオーネアメローサ
- ゲオルク・フィリップ・テレマン - フルート、シャリモー、オーボエ、2 台のコントラバスのための協奏曲ト長調